# Bigoens
Bigoens est un village du Cameroun situé dans la région de l’Est, le département du Haut-Nyong et la commune d'Atok, sur la route qui relie Abong-Mbang à Ayos.

## Population
En 1966-1967, Bigoens comptait 440 habitants, principalement des Maka Bebend, un sous-groupe des Maka. Lors du recensement de 2005, on y dénombrait 614 personnes. Une enquête de terrain publiée en 2011 en a recensé 802.

## Infrastructures
La localité dispose d'un marché périodique et d'une école publique.